# Khorma, l'enfant du cimetière
Khorma, l'enfant du cimetière es una película del año 2002.

## Sinopsis
La historia transcurre en Bizerte, una pequeña ciudad de provincias en Túnez. Khorma es un joven tunecino que no encaja con el resto por ser pelirrojo y muy blanco de piel. Le protege el bondadoso anciano Bou Khaled, que le trata como si fuera un hijo. Intenta inculcarle sus principios en la vida y enseñarle el oficio de divulgador de noticias (matrimonios, nacimientos, fallecimientos) y de orador en los entierros. Cuando el anciano fallece, Khorma debe sustituirle. Pero ahora que nadie le manda, procede a una auténtica reorganización, lo que no tarda en provocar la ira de los que le rodean...

## Premios
- Festival Cinemed de Montpellier 2002.